# Robert van Toul
Robert van Toul (Hertogdom Lotharingen, 10e eeuw) was prins-bisschop van Toul van 995 tot 996, in Oost-Francië.

## Levensloop
Na de plotse dood van bisschop Stefaan van Toul, wenste de aartsbisschop van Trier, Liudolf, een andere vertrouweling van hem op de bisschopstroon. De keuze van Liudolf ging naar Robert. Robert was een benedictijner monnik in de abdij van Mettlach. Roberts enige bestuurdsdaad in Toul was het aantrekken van benedictijnen in het bisdom; hij schonk aan zijn orde de abdij van de Heilige Verlosser.
Robert stierf plots in het jaar 996. Volgens sommige bronnen heeft Robert nooit een voet in Toul gezet. Daarom vermelden niet alle lijsten van bisschoppen van Toul zijn naam.